# ريجي ميلر
ريجي ميلر (بالإنجليزية: Reggie Miller) مواليد 24 أغسطس 1965 في ريفرسايد، هو لاعب كرة سلة أمريكي سابق بدأ مسيرته الاحترافية في سنة 1987. يبلغ طوله 6 قدم 7 بوصة (2.0 م). مثّل منتخب بلاده. شارك في مسابقة كرة السلة في الألعاب الأولمبية الصيفية. اعتزل اللعب في 2005.

## فرق لعب لها
- إنديانا بايسرز

## الميداليات
| الميدالية | المسابقة                         |
| --------- | -------------------------------- |
| ذهبية     | الألعاب الأولمبية الصيفية 1996   |
| ذهبية     | بطولة كأس العالم لكرة السلة 1994 |

## روابط خارجية
- ريجي ميلر على موقع IMDb (الإنجليزية)
- ريجي ميلر على موقع الموسوعة البريطانية (الإنجليزية)
- ريجي ميلر على موقع إن إن دي بي (الإنجليزية)
- ريجي ميلر على موقع قاعدة بيانات الفيلم (الإنجليزية)
- ريجي ميلر على موقع الاتحاد الدولي لكرة السلة (الإنجليزية)
- ريجي ميلر على موقع إن بي أي (الإنجليزية)
- ريجي ميلر على موقع سبورتس رفرنس (الإنجليزية)
- ريجي ميلر على موقع كرة السلة الأوروبية.كوم (الإنجليزية)
- ريجي ميلر على موقع كلية كرة السلة في سبورتس رفرنس.كوم (الإنجليزية)
- ريجي ميلر على موقع ريلجم (الإنجليزية)
- ريجي ميلر على موقع بروبوليرز (الإنجليزية)
- ريجي ميلر على موقع سبورتس رفرنس (الإنجليزية)
- ريجي ميلر على موقع أوليمبيديا (الإنجليزية)